# مارتاین بودینگ
مارتاین بودینگ (هلندی: Martijn Budding؛ زادهٔ ۳۱ اوت ۱۹۹۵) دوچرخه‌سوار اهل هلند است.
از باشگاه‌هایی که در آن رکاب زده‌است می‌توان به تیم دوچرخه‌سواری رابوبانک دولوپمنت و تیم دوچرخه‌سواری رومپوت–ندرلانسه لوتری اشاره کرد.